# Сельское поселение Лорино
Се́льское поселе́ние Лорино — муниципальное образование в Чукотском районе Чукотского автономного округа Российской Федерации.
Административный центр — село Лорино.

## История
Статус и границы сельского поселения установлены Законом Чукотского автономного округа от 29 ноября 2004 года № 47-ОЗ «О статусе, границах и  административных  центрах муниципальных  образований на территории Чукотского района Чукотского  автономного  округа».

## Население
| 2009  | 2010  | 2012  | 2013  | 2014  | 2015  | 2016  |
| ----- | ----- | ----- | ----- | ----- | ----- | ----- |
| 1484  | ↘1267 | ↘1255 | ↘1216 | ↘1160 | ↘1098 | ↘1046 |
| 2017  | 2018  | 2019  | 2020  | 2021  | 2023  |       |
| ↘1000 | ↘998  | ↘965  | ↗980  | ↗1426 | ↗1456 |       |

## Состав сельского поселения
| № | Населённый пункт | Тип населённого пункта       | Население |
| - | ---------------- | ---------------------------- | --------- |
| 1 | Лорино           | село, административный центр | ↗1470     |